# Bergslagen

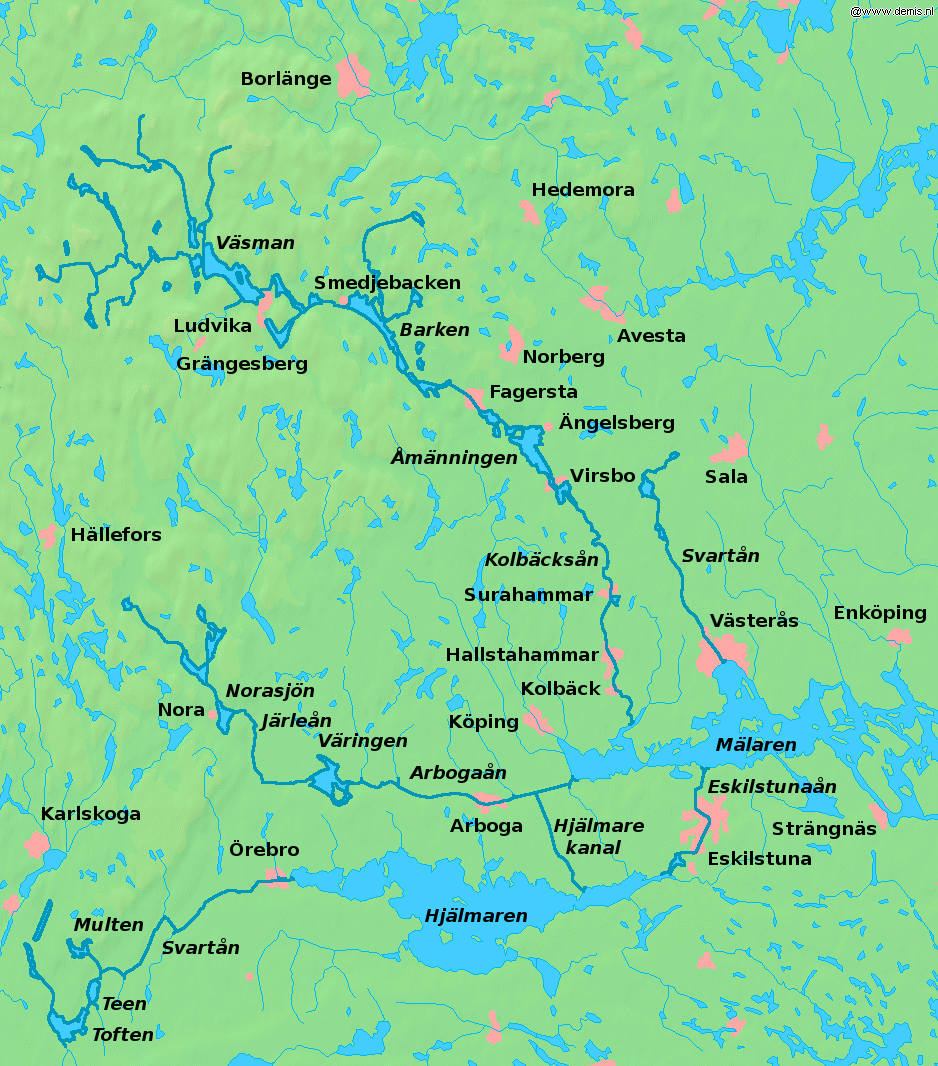
Bergslagen

Vlag van Bergslagen

Bergslagen is een gebied in het midden van Zweden, wat vooral bekend is door de (vroegere) mijnbouw en metaalindustrie. 
Hoewel er geen duidelijke begrenzing van het gebied is, omvat het gebied ruwweg het noorden en westen van Västmanland, het noorden van Örebro län, het zuidoosten van Värmland en het zuiden van Dalarna. In ruimere definities worden ook delen van Närke, Östergötland, Uppland en Gästrikland tot Bergslagen gerekend. 

## Geschiedenis
De mijnbouw in Bergslagen begon al in de middeleeuwen, en zo had Bergslagen speciale privileges ten opzichte van andere gebieden op het gebied van mijnbouw (bergslagar). Dit om conflicten tussen de landbouw en mijnbouw te vermijden. Vanaf de 16e eeuw werd het gebied ook echt naar deze wetten vernoemd, Bergslagen ('De wet van de berg'). 